# Cougar (femme)
Pour l’article homonyme, voir Cougar (homonymie).

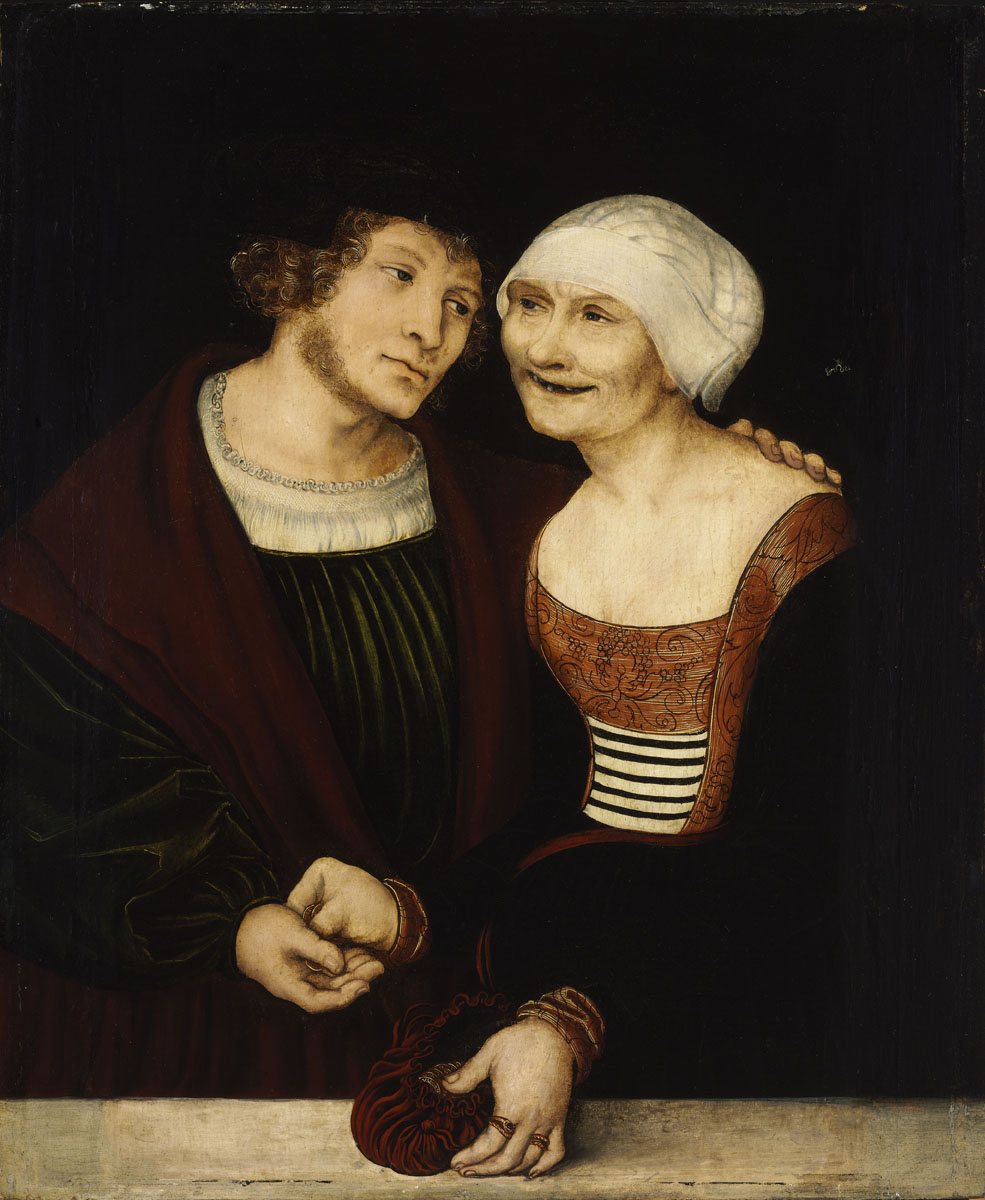
Le couple mal assorti (1520-1522), tableau de Lucas Cranach l'Ancien visible au musée national hongrois de Budapest.

Le terme cougar (anglicisme popularisé en France en 2009, avec la diffusion de la série Cougar Town, et entériné en 2011 par les dictionnaires français,) est un terme argotique,,, abondamment employé par la presse lors des années 2000, et qualifiant des femmes d'âge mûr ayant des relations avec des hommes plus jeunes qu'elles.
Pour les chercheurs néozélandais Zoe Lawton et Paul Callister, « la définition la plus simple et la plus largement utilisée est celle d'une femme de 35 ans ou plus qui sort ou cherche à sortir avec un homme ayant au moins dix ans de moins qu'elle ». Ces hommes sont alors appelés « toy boys », en référence au film Toy Boy, des « lionceaux ».

## Origine du terme
« Cougar » est le nom vernaculaire anglophone et québécois désignant le puma, un félin spécifique au continent américain.
Selon Zoe Lawton et Paul Callister le terme a été forgé par l'équipe de hockey sur glace canadienne des Canucks de Vancouver dans les années 1980 pour désigner des supportrices plus âgées que les joueurs.
En 2001, le Toronto Sun publie une nouvelle sur les Cougars. En 2002, l'éditorialiste Valerie Gibson publie un livre intitulé Cougar : A guide for older women dating younger men, où elle évoque ses nombreuses relations avec des hommes de 10 à 20 ans plus jeunes qu'elle et où elle donne des conseils aux femmes envisageant de telles relations.
Selon le lexicographe Grant Barrett (en), la première attestation argotique anglo-américaine date de 1999 avec la création du site canadien de rencontre Cougardate.com cette année. Le terme se répand en Amérique du Nord au début des années 2000 et est dès lors utilisé dans les séries télévisées, la publicité et les films, avec un pic en 2009.
Certains distinguent « cougar » et « puma ». Alors que les « pumas » seraient les trentenaires, les « cougars » correspondraient aux femmes de 40 ans et plus.
En France, le journal Libération dénonce en 2010 l'exploitation intensive de « cougar » par les médias, parlant d'un « non-évènement » remontant à 2009 et d'une accumulation de clichés présentant ces différences d'âge « comme un phénomène de société absolument renversant, mêlé d’une misogynie tout aussi renversante ». Les réactions médiatiques autour du couple Macron-Trogneux en sont un exemple.
Pour l'universitaire Rania Aoun, « la femme cougar n’est pas un phénomène récent, mais plutôt une figure qui, à cause de la polémique qu’elle provoque, a souvent été taboue, discrète et mal jugée par la société. Elle ne s’est révélée, d’abord, que chez les célébrités (comme Madonna, Mariah Carey ou Sharon Stone), qui s’affichaient avec leur conjoint devant les caméras et sous les projecteurs, et dans l’univers de la fiction cinématographique et télévisuelle ».
Les hommes ayant des partenaires plus jeunes, seraient désignés par « rhino » en langue anglaise.
Une étude de l'université métropolitaine de Cardiff (en) sur la différence d'âge au sein des couples auprès de 22 000 femmes de 14 pays  ne relève pas de préférences des femmes pour des hommes plus jeunes, et contredisent des études antérieures soutenant des interprétations évolutionnistes. Elle montre une préférence des femmes pour des partenaires du même âge ou plus âgés, tandis que chez les hommes, la préférence pour des partenaires plus jeunes s'accroît avec l'âge. L'Express, reprenant cette étude, relève que cette croyance est un mythe, et que « le nombre de femmes cougars est marginal et se limite principalement au monde du show business ». Plus généralement, l'écart d'âge moyen entre conjoints, d'environ deux ans, ne semble plus baisser sensiblement depuis plusieurs décennies.
Depuis plusieurs années, la « femme cougar » est une mode pour les sites de rencontres peu scrupuleux qui présentent de faux profils dans un but purement lucratif. En 2010, une journaliste de Rue89 enquêtait sur le phénomène « Faux plans sur un site de cougars ».

## Exemples de cougars célèbres

### Monde anglophone
- Madonna[18],[19]
- Demi Moore[18],[19]
- Halle Berry[18],[19]
- Susan Sarandon[19]
- Mariah Carey[19]
- Jennifer Lopez[19]
- Michelle Rodriguez[19]
- Sam Taylor-Johnson

### Monde francophone
- Claire Chazal[18]
- Laurence Ferrari[18]
- Laurence Boccolini[18]
- Amanda Lear[18]
- Brigitte Macron[20]

## Dans la fiction
- En 2006, l'épisode 6 de la saison 2 de la série How I Met Your Mother met en scène comme personnage secondaire une cougar, Barney Stinson (l'un des protagonistes) donne une définition du terme et dans l'épisode 20 de la saison 5, Robin rappelle qu'une cougar ne devrait pas avoir plus de 50 ans.
- En 2007, le film Cougar Club fut dédié au sujet.
- En 2008, dans la série télévisée Médium, épisode 11 de la saison 4 : " Le cougar"
- En 2009, la série télévisée Cougar Town montre la difficulté et la stigmatisation des « cougars » dans la société américaine.
- En 2009, Versus Inferno, onzième tome de la série de bande dessinée jeunesse Les Légendaires, nous montre une brève scène entre Shamira (mère de Shimy, l'une des héroïnes de la série) et Halan (ex-fiancé de Jadina, autre héroïne de la série).
- En 2013, le film 20 ans d'écart aborde le thème de la femme cougar : Alice Lantins (Virginie Efira), trente-huit ans, belle et ambitieuse, rencontre Balthazar (Pierre Niney), un jeune étudiant.
- En 2014, la saison 8 de Secret Story, une émission de télé-réalité diffusée sur TF1, met en scène deux participants : une femme cougar de 43 ans, Nathalie, et son compagnon Vivian ayant la moitié de son âge, dont le secret commun est qu'ils sont en couple.